# Cerro Colorado, Yurécuaro
Cerro Colorado är en ort i Mexiko.   Den ligger i kommunen Yurécuaro och delstaten Michoacán de Ocampo, i den centrala delen av landet, 300 km väster om huvudstaden Mexico City. Cerro Colorado ligger 1 552 meter över havet och antalet invånare är 451.
Terrängen runt Cerro Colorado är kuperad norrut, men söderut är den platt. Runt Cerro Colorado är det ganska tätbefolkat, med 199 invånare per kvadratkilometer. Närmaste större samhälle är Tanhuato de Guerrero, 10,3 km väster om Cerro Colorado. I omgivningarna runt Cerro Colorado växer huvudsakligen savannskog.